# Haplopeodes
Haplopeodes is een geslacht van insecten uit de familie van de mineervliegen (Agromyzidae), die tot de orde tweevleugeligen (Diptera) behoort.

## Soorten
- H. kefi Steyskal, 1980
- H. minuta (Frost, 1924)
- H. palliata (Coquillett, 1902)
- H. philoxeri (Spencer, 1973)